# 王貞慶
王貞慶（?—?），字善甫，明朝定远县人。
朱元璋外孙、懷慶公主和駙馬都尉王寧之子。能作詩，時稱金粟公子。與劉溥、湯胤勣、蘇平、蘇正、沈愚、王淮、晏鐸、鄒亮、蔣忠合稱景泰十才子。